# Porto União
Porto União is een gemeente in de Braziliaanse deelstaat Santa Catarina. De gemeente telt 33.408 inwoners (schatting 2009).
De plaats ligt aan de rivier de Iguaçu. De plaats ligt ook aan de deelstaatgrens direct tegen de plaats União da Vitória.

## Aangrenzende gemeenten
De gemeente grenst aan Calmon, Irineópolis, Matos Costa, Timbó Grande, Paula Freitas (PR), Porto Vitória (PR), União da Vitória (PR).

## Verkeer en vervoer
De plaats ligt aan de wegen BR-280 en SC-280.